# Иван Николов (Дреновени)
Вижте пояснителната страница за други личности с името Иван Николов.
Иван Николов е български общественик и революционер, деец на Върховния македоно-одрински комитет и на Вътрешната македоно-одринска революционна организация.

## Биография
Иван Николов е роден през 1880 година в костурското село Дреновени, тогава в Османската империя, днес в Гърция. През 1894 година заминава за България, работи в Бургас, а през 1902 година в София се присъединява към четата на Тодор Саев и Никола Лефтеров, която участва в Горноджумайското въстание. През 1903 година е в четата на Анастас Янков и участва в Илинденско-Преображенското въстание. През 1904 година в София се сближава с Пандо Кляшев, Никола Кузинчев и Атанас Кършаков и се присъединява към ВМОРО и в края на същата година се прибира в родното си село и действа като легален деец. През 1907 година след предателство от шпионина Христо е принуден да избяга в България, а след Младотурската революция се завръща отново в родното си село. През 1912 година по време на Балканската война подпомага Костурската съединена чета на Васил Чекаларов, Иван Попов и Христо Силянов. След войната е репресиран от новите гръцки власти и през 1916 година емигрира в САЩ, първо в Гранит Сити, а след това в Детройт. Там развива свой бизнес и е активен член на МПО „Татковина“. Към 1941 година е председател на Македоно-българската православна църква „Свети Климент Охридски“.